# Lejota femoralis
Lejota femoralis är en tvåvingeart som först beskrevs av Tokuichi Shiraki 1968.  Lejota femoralis ingår i släktet vedblomflugor, och familjen blomflugor. Inga underarter finns listade i Catalogue of Life.